# Fendsbach (Wartenberg)
Fendsbach ist ein Ort im Markt Wartenberg.
Fendsbach liegt am Flutkanal der Strogen und war ein Gemeindeteil der damaligen Gemeinde Auerbach.